# دگردیسی‌ها

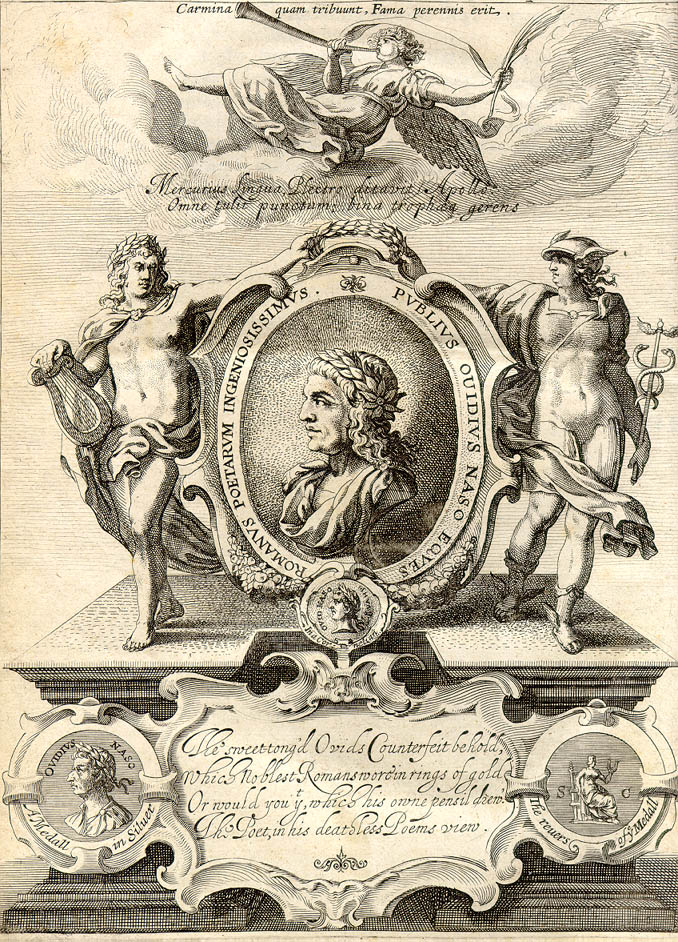
جلد نسخه انگلیسی دگردیسی‌ها، معروف به نسخه جرج ساندیس که در سال ۱۶۳۲ انتشار یافت

دگردیسی‌ها (Metamorphoses)، یک روایت شاعرانه لاتین در توصیف تاریخ جهان، از زمان خلقت هستی تا دوران زمامداری خدای گونه ژولیوس سزار می‌باشد که در طی پانزده کتاب جداگانه و توسط شاعر نامدار رومی اووید و در چارچوب و قالبی اسطوره ای-تاریخی سروده شده‌است. این اثر که تحریر آن در سال ۸ میلادی خاتمه یافته‌است، به عنوان شاهکار عصر طلایی ادبیات لاتین شناخته می‌شود. دگردیسی‌ها بیشتر از تمامی آثار کلاسیک در طول قرون وسطی، بر فرهنگ غربی تأثیر نهاده و نفوذ آن بر جنبه‌های مختلف این فرهنگ عمیق بوده و تداوم یافته‌است. این اثر همچنین به عنوان منبع و مرجعی محبوب برای شناخت اساطیر یونانی باقی‌مانده و طی قرن‌ها، داستان‌ها و افسانه‌های اووید، اساس و مبنای روایاتی قرار گرفته‌اند که البته اغلب با سبک‌های معمول در هر دوران، سازگاری حاصل کرده‌اند.

## شرح

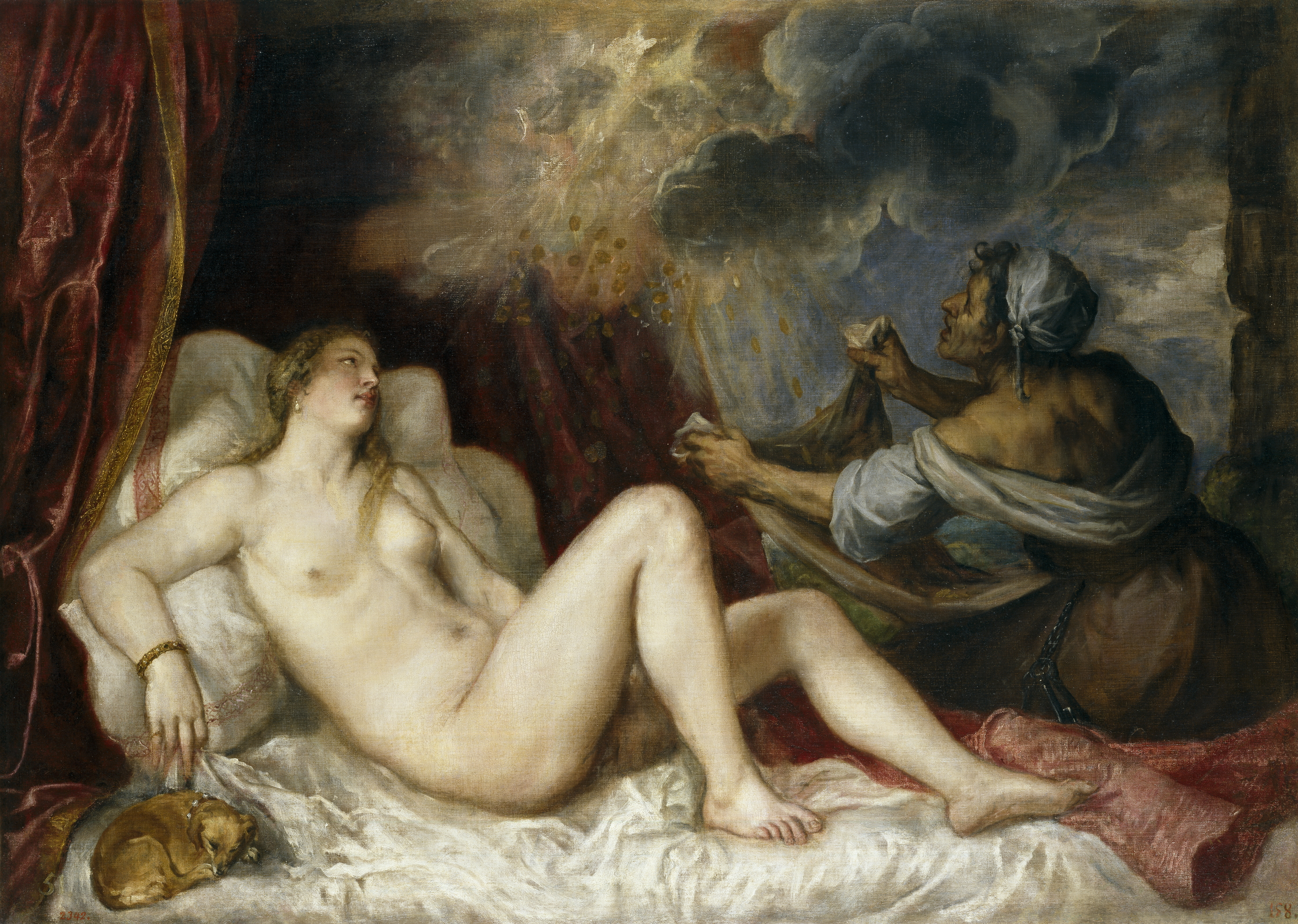
دانایی تایتانز، یکی از نقاشی‌های الهام گرفته شده از دگردیسی‌ها.

در حدود سال ۷ میلادی، اووید، شاعر مشهور رومی، بزرگترین اثر خود یعنی دگردیسی‌ها را [که شامل پانزده کتاب بود]، منتشر کرد. وی در این پانزده کتاب، در وزن شش وتدی دلپذیر، تناسخ معروف جماد، حیوان و انسان، و همین‌طور خدایان را بازگفت. از آنجا که در افسانه‌های یونانی و رومی تقریباً هر چیز تغییر صورت می‌داد، طرح کار به اووید فرصت می‌داد که تمامی اساطیر قدیم را از ابتدای آفرینش جهان تا به مرحلهٔ به الوهیت رسانیدن قیصر، به رشته نظم درآورد.
برخی از این داستان‌های قدیمی که تا قرن پیش در دانشگاه‌های اروپا و آمریکا تدریس می‌شدند، عبارت بودند از:
ارابه فائتون، پوراموس و تیسبه، پرسئوس و آندرومده، هتک ناموس پروسرپینا، آرتوسا، مدئا، دایدالوس و ایکاروس، باوکیس و فیلمون، اورفئوس و ائورودیکه، آتلانته، ونوس و آدونیس، و بسیاری اسامی و داستان‌های دیگر.
این کتاب‌ها گنجینه‌ای بود که ده‌ها هزار شعر و تصویر و مجسمه، موضوع خود را از آن گرفته‌اند. اگر کسی هنوز هم مجبور باشد اساطیر قدیم را بخواند، هیچ راهی کم دردسرتر از خواندن این جهان‌نمای آدمیان و خدایان [یعنی دگردیسی‌ها] نیست. این‌ها داستان‌هایی است که با طبیعتی به شک آمیخته و تمایلی عاشقانه گفته شده و با هنری چنان شکیبا بافته شده‌است که هیچ وقت‌گذرانِ صِرفی، هرگز نمی‌توانست از عهده آن برآید.
شاعر این کتاب [یعنی همان اوویدوس]، که از کار خود اطمینان داشته، در انتهای این کتاب، نامیرایی و جاویدان بودن خود را اعلام کرده و نوشته‌است:
در همه نسل‌ها، زنده خواهم بود.

## اپیزودهای اصلی

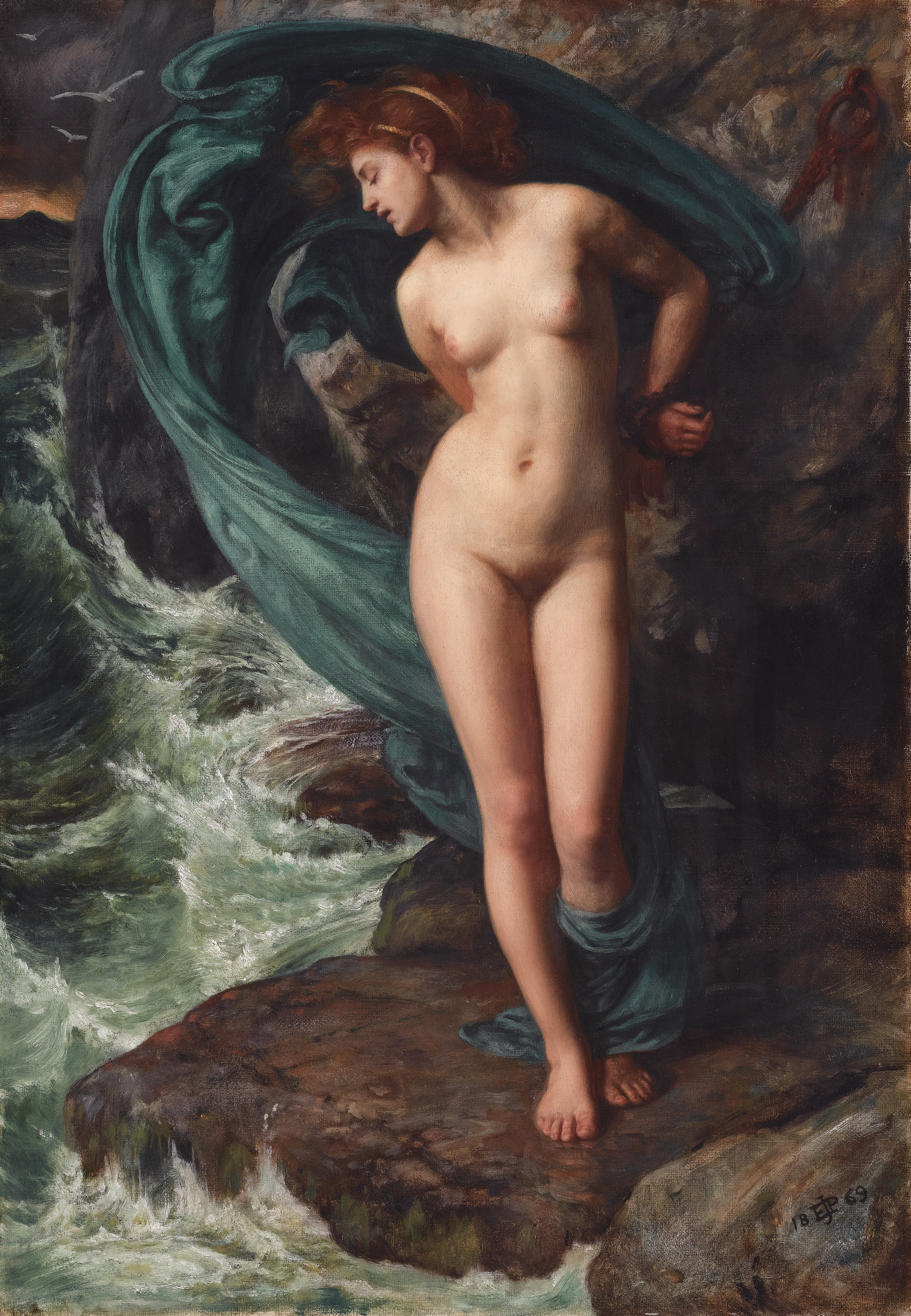
آندرومده، از شخصیت‌های دگردیسی‌ها، اثری از: ادوارد پوینتر(۱۸۶۹)

- کتاب اول: کیهان‌زایی، دوران بشریت، گیگانت‌ها، دافنه، یو؛
- کتاب دوم: فائتون، کالیستو، ژوپیتر و اروپا؛
- کتاب سوم: کادموس، تئیرسیاس، آکتائون، اکو و نارسیسوس، پنتئوس؛
- کتاب چهارم: پوراموس و تیسبه، هرمافرودیتوس و سالماکیس، برساووش و آندرومده.
- کتاب پنجم: فینئاس، هتک ناموس پروسرپینا؛
- کتاب ششم: آراخنه، نایوبی، فیلوملا و پروکنه؛
- کتاب هفتم: مدئا، سفالوس و پروکریس؛
- کتاب هشتم: نیسوس و سیلا، دایدالوس و ایکاروس، بائوسیس و فیلمون؛
- کتاب نهم: هراکلس، بایبلیس؛
- کتاب دهم: ائورودیکه، هیاسینث، پیگمالیون، آدونیس، آتالانته، سیپاریسوس؛
- کتاب یازدهم: اورفئوس، میداس، آلکیون و سیایکس؛
- کتاب دوازدهم: ایفیجنئیا، سنتاروس، آشیل؛ آئساکوس
- کتاب سیزدهم: کیسه تروایی، آئنیاس؛
- کتاب چهاردهم: سیلا، آئنیاس، رومولوس؛
- کتاب پانزدهم: فیثاغورث، هیپولیتوس، آئسکولاپیوس، سزار.[۳]

## دربارهٔ این اثر

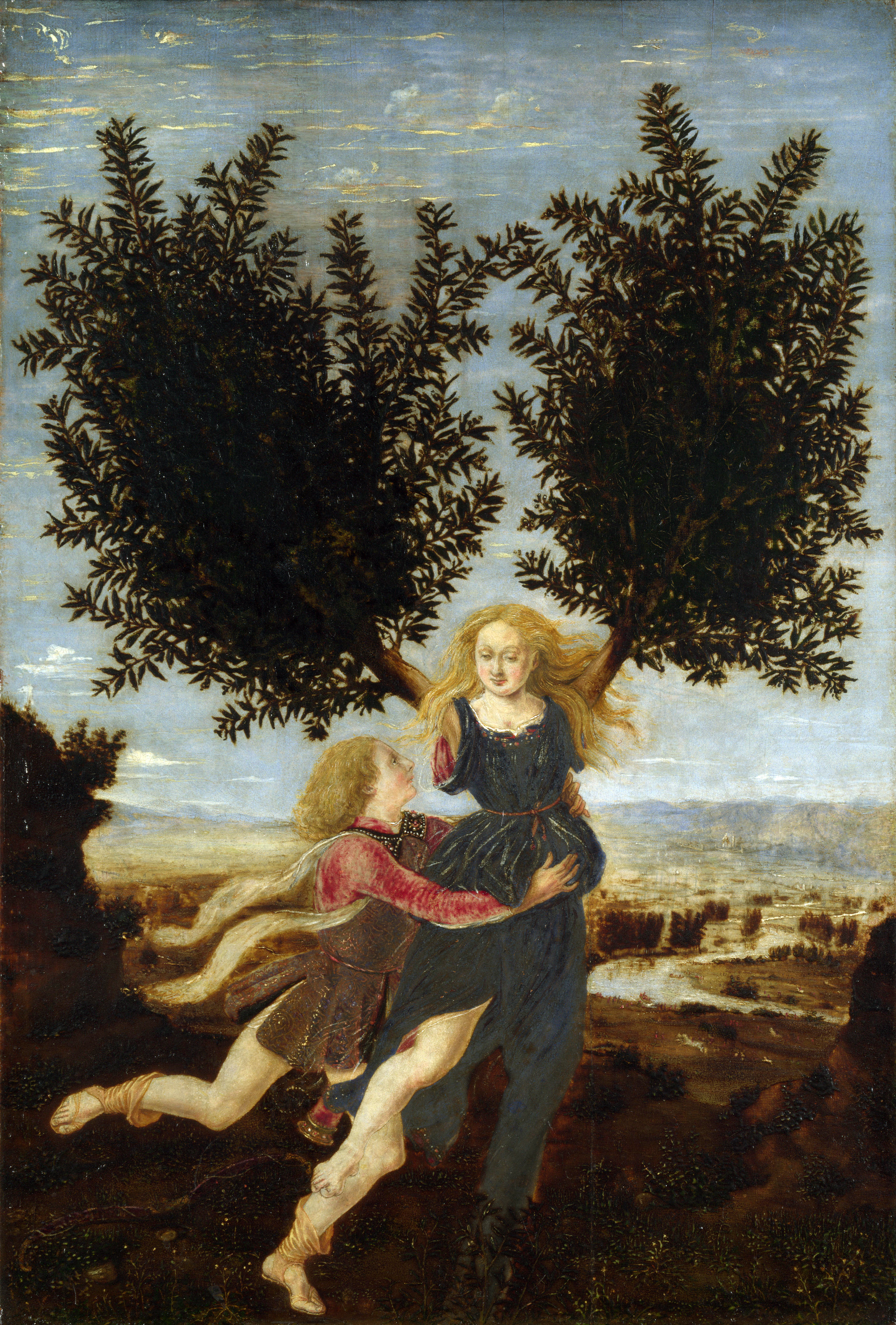
آپولو و دافنه، اثری از آنتونیو پولایولو، افسانه‌ای از یک تحول که در دگردیسی‌ها نقل شده‌است.

اووید در اواخر کتاب دگردیسی‌ها، تجلیلی شیوا از امپراتور آگوستوس کرده بود، زیرا تشخیص داده بود که منبع آرامش و امنیت و تجملی که نسل این شاعر از آن بهره‌مند بود، همان دولتمردی آگوستوس بود.
در این اثر، اووید تحت عنوان جشن‌ها، شعر بالنسبه پرهیزکارانه‌ای را در تکریم جشن‌های مذهبی رومی به نیمه رسانده بود [که البته با تبعید او ناتمام ماند]. در این منظومه اووید درصدد بود که از سالنامه حماسه‌ای بسازد، چون همان سهولت بیان، لطف الفاظ و جملات، و حتی سرعت و طیبت نقل را، که دربارهٔ اساطیر یونانی و عشق رومی به کار برده بود، به کار داستان‌های مربوط به آئین قدیم روم و تجلیل از معابد و خدایان آن می‌زد. وی امیدوار بود که این اثر [یعنی دگردیسی‌ها] را، به عنوان سهمی در اعاده مذهب، به صورت اعتذاریه نسبت به ایمانی که زمانی به آن اهانت کرده بود، به آگوستوس تقدیم دارد.
با این وجود کتاب دگردیسی‌ها می‌تواند یکی از علل مهم تبعید اووید باشد، اووید خود پس از تبعیدش اعلام داشت که بواسطهٔ «یک اشتباه» [که احتمالاً این بود که وی بدون تمایل و رضایت شخصی، ناخودآگاه برخی صحنه‌های زننده و ناشایست را مشاهده کرده بود یا اینکه با ژولیا، نوه دختری امپراتور ارتباط عشقی و جنسی پیدا کرده بود!] و همین‌طور بواسطه آثار و اشعارش مجازات شده‌است. این تصور را این نکته که امپراتور آگوستوس بعد از تبعید اووید، دستور داد آثار اووید و از جمله به‌خصوص دگردیسی‌ها را از کتابخانه‌ها بردارند، و همچنین اینکه خود اووید، نسخی را که از این اثر خویش داشت، سوزانید، تا حد زیادی تأیید می‌کند.